# Благодатный переулок (Санкт-Петербург)
Благода́тный переу́лок — переулок, существовавший в Санкт-Петербурге с 1906 по 1961 годы.

## Расположение
Переулок проходил от Свеаборгской улицы до Варшавской, вдоль которой в то время проходил головной участок Варшавской железнодорожной линии, впоследствии (в 1967 году) снятый.

## Название
Предположительно, название переулка произошло от благодатной, богатой растительностью местности.

## История
Начало XX века:
Благодатный переулок был проложен в начале XX века как третий по счёту проезд широтного направления в бывшей Московской волости Петербургского уезда. Изначально он шёл только в восточном направлении от Московского шоссе (ныне Московский проспект) до Свеаборгской улицы. В западной части переулок ограничивался Варшавской улицей, которая проходила вдоль демонтированной линии Варшавской железной дороги.
1917 год:
В результате реформы районов Петрограда Благодатный переулок вошёл в состав городской территории.
1930-е годы:
Началась активная застройка района, включая Нарымский проспект (ныне проспект Юрия Гагарина), который шёл параллельно Московскому проспекту.
1950-е годы:
Благодатный переулок был официально продлён на восток до Нарымского проспекта и на запад до Варшавской улицы. Продолжение переулка за линией Варшавской железной дороги получило название Ново-Благодатный переулок.
1962 год:
После демонтажа линии Варшавской железной дороги Ленгорисполком принял решение объединить Благодатный и Ново-Благодатный переулки в единую Благодатную улицу. Это было связано с активной застройкой микрорайона. Улица стала простираться от Кубинской улицы до проспекта Юрия Гагарина.
1960-е годы:
В середине 1960-х годов была демонтирована трамвайная линия, но в 1969 году её восстановили. Трамвайное кольцо было перенесено к станции «Броневая», что обеспечило трамвайное движение по всей длине Благодатной улицы.
1970 год:
Для улучшения транспортной связи между Московским районом и новостройками Купчино Благодатная улица была продлена на восток до Витебского проспекта. Это позволило организовать магистраль, соединяющую ключевые районы города.
Сейчас:
Сегодня Благодатная улица проходит от Кубинской улицы до Витебского проспекта, пересекая проспект Юрия Гагарина. После строительства путепровода под линией Витебской железной дороги трамвайное движение было организовано по всему маршруту.